# Licence de sciences et techniques des activités physiques et sportives
 (avril 2013).
Si vous disposez d'ouvrages ou d'articles de référence ou si vous connaissez des sites web de qualité traitant du thème abordé ici, merci de compléter l'article en donnant les références utiles à sa vérifiabilité et en les liant à la section « Notes et références ».
Les sciences et techniques des activités physiques et sportives (STAPS) sont une filière universitaire française (74e section) qui forme les futurs professionnels du secteur des activités physiques et sportives. Il existe actuellement une cinquantaine de structures universitaires rattachées à cette section, réparties sur l'ensemble du territoire national.
Les STAPS préparent à l’ensemble des métiers relatifs au sport, à l’activité physique, au mouvement : entraîneur, professeur d'éducation physique et sportive, professeur de sport, éducateur sportif, préparateur physique, préparateur mental, enseignant en activités physiques adaptées, professionnels de l'ergonomie et de la conception, de la vente de matériels sportifs, professionnels du tourisme sportif et de l’événementiel sportif, gestionnaires d’installations  et d’entreprises liées au sport, etc.

## Historique
L'enseignement universitaire correspondant au STAPS est récent. Le DEUG STAPS est créé en 1975, puis la licence en 1977, la maîtrise en 1982, le DEA en 1982 et le doctorat en 1984. Il existe aussi une licence professionnelle AGOAPS (Animation, Gestion et Organisation des Activités Physiques et Sportives) à Reims.

## Mentions
La politique de développement des unités de formation et de recherche (UFR) STAPS est coordonnée par la Conférence des Directeurs et Doyens STAPS (C3D). L'objectif de cette organisation est de structurer l'offre de formation de la discipline au niveau national et de la promouvoir auprès des instances politiques et des employeurs.
La C3D a ainsi permis de construire une offre de formation homogène sur le territoire national, autour de cinq spécialités déclinées aux niveaux licence et master. Ces spécialités ont été inscrites par la C3D au répertoire national des certifications professionnelles (RNCP). Cet effort de rationalisation de l'offre de formation est un exemple assez unique dans le paysage universitaire[réf. nécessaire].
La présente page ne parle que des Licences au sens européen de 3 ans d'études dans ce même domaine et permet d'intégrer un Master comme poursuite des études supérieures. À ne pas confondre avec une Licence Professionnelle (LPro ou LPro3) qui elle s'intègre à Bac+2 et vise l'insertion professionnelle immédiatement après.

### Éducation et motricité
La spécialité « éducation et motricité » forme des professionnels de l’enseignement, de l’animation sportive et, plus largement, de l’intervention éducative dans le champ des activités physiques, sportives et artistiques. Elle prépare les étudiants à concevoir et encadrer des activités de formation dans les domaines de l’éducation physique et sportive (EPS), du sport et de l’éducation pour la santé. La formation, centrée sur l’intervention pédagogique, articule enseignements théoriques, méthodologie de l’argumentation et de l’expression écrite, analyse vidéo de la performance et pratiques sportives diversifiées.
Depuis la réforme dite de mastérisation de la formation des enseignants, la licence « éducation et motricité » débouche naturellement sur des masters « enseignement » consacrés à l’éducation physique et sportive. Ces masters, mis en place dans 42 UFR STAPS, le plus souvent en collaboration avec les instituts universitaires de formation des maîtres (IUFM), visent simultanément la préparation aux concours de recrutement et la formation professionnelle des futurs enseignants.
En 2014-2015, la spécialité « éducation et motricité » regroupe 42 % (35 % en 2012/13) des étudiants de licence. Les masters enseignement regroupent 42,2 % (37 % en 2012/13) des étudiants inscrits en master STAPS.

### Entraînement sportif
L’objectif de la licence « entraînement sportif » est de former des professionnels de l’entraînement, de l’animation, de la préparation physique et psychologique ainsi que des cadres sportifs dans le secteur fédéral et associatif sportif. Les étudiants sont amenés à intervenir sur tout public (enfants, adolescents, adultes et personnes âgées) et à tous niveaux (débutants, loisirs, confirmés et sportifs de haut niveau). La formation comprend un ensemble de cours scientifiques et théoriques en relation avec des cours appliqués et pratiques et une option sportive dominante.
La poursuite des études est possible dans les masters « entrainement et optimisation de la performance sportive », permettant à l’étudiant de développer une triple compétence  scientifique, professionnelle et sportive, afin d’assurer la conception, le pilotage et l’expertise de programmes d’entraînement, d’optimisation de la performance sportive et de ré-athlétisation. Les métiers visés sont ceux d’entraîneur sportif, de préparateur physique, nutritionnel ou mental, de coach personnel (mental, physique), de directeur technique sportif, de directeur et cadre de structure privée à objectif sportif (évaluation de la performance), de manageur sportif ou de consultant auprès d’organisations sportives ou d’athlètes.[réf. souhaitée]
En 2014-2015, la spécialité « entraînement sportif » regroupe 20,5 % (22 % en 2012/13) des étudiants de licence. Les masters de cette filière regroupent 7,8 % (13 % en 2012/13) des étudiants inscrits en master STAPS.

### Activité physique adaptée et santé
La formation en activités physiques adaptées (APA) et santé a pour finalité de former des enseignants en activités physiques adaptées (EAPA). Le spécialiste des APA a pour mission de participer à la conception, la conduite et l’évaluation de programmes d’intervention, de prévention et d’éducation pour la santé par l’activité physique adaptée auprès de personnes relevant des catégories précitées.
La poursuite des études est possible dans les masters « activité physique adaptée pour la santé ». Le titulaire de ces masters conçoit, planifie, supervise, évalue des programmes de promotion, de prévention, de prise en charge, de réhabilitation et de réinsertion par l’activité physique adaptée. Il peut occuper une fonction d'ingénieur dans les structures de recherche et développement prenant en compte les effets de l'activité physique à des fins de santé. Ces activités concernent aussi bien les publics sains (prévention primaire…) que les publics à besoin spécifiques (vieillissement, pathologie, exclusion sociale…).
En 2014-2015, la spécialité « activité physique adaptée et santé » regroupe 19 % (23 % en 2012/13) des étudiants de licence. Les masters de cette filière regroupent 14,3 % (15 % en 2012/13) des étudiants inscrits en master STAPS.

### Management du sport
L’objectif de la spécialité management du sport est de former des professionnels de la gestion et de l’organisation des activités physiques et sportives pour tous types de public (enfants, adolescents, adultes, personnes âgées ou handicapées) et dans les différents secteurs d’activité liés au sport. La licence management du sport permet d’accéder à tous les métiers du développement des activités physiques et de loisirs au sein de petites structures ou concernant des populations spécifiques.Les secteurs particulièrement visés sont les organisations sportives associatives (fédérations sportives, ligues, clubs, etc.), les organismes publics et privés de gestion du sport et l’événementiel.
La poursuite des études est possible dans les masters « management du sport, du tourisme et des loisirs sportifs ». Ces masters visent à former des cadres qui travaillent dans le secteur du sport amateur ou professionnel au sein d’organisations sportives, de tourisme ou de loisirs sportifs diversifiées appartenant aux secteurs public (État, collectivités territoriales, établissements publics de coopération intercommunale), privé non marchand (fédérations, groupements et clubs sportifs, associations, coopératives, entreprises du secteur de l’économie sociale, sociétés d'économie mixte), privé marchand (distribution sportive, sociétés commerciales, entreprises).
En 2014-2015, la spécialité « management du sport » regroupe 16 % (17 % en 2012/13) des étudiants de licence. Les masters de cette filière regroupent 14 % (25 % en 2012/13) des étudiants inscrits en master STAPS.

### Ergonomie du sport et performance motrice
La mention « STAPS : Ergonomie du sport et performance motrice » permet de développer des connaissances pluridisciplinaires et des compétences méthodologiques pour comprendre et analyser les activités humaines dans divers contextes (sportif, de loisir, professionnel, quotidien) et pour différents publics, afin de proposer des solutions d’amélioration (de la santé, du confort, de la performance, etc.) sur le plan matériel, environnemental ou organisationnel. Les diplômés exercent, généralement après une poursuite d'étude en master, comme professionnels du matériel sportif, de l'amélioration des conditions de travail, ou encore de la réalisation et de l’aménagement des locaux et des espaces sportifs et industriels. La formation comprend des enseignements permettant de comprendre l'activité humaine à travers une approche holistique (prise en compte des facteurs biomécaniques, psychologiques, physiologiques, sociaux, environnementaux), et d'acquérir des compétences méthodologiques, notamment relatives à la mesure et à l’analyse de l'activité humaine.
La poursuite des études y est très fréquente (pour 90% des diplômés de la licence). Elle est notamment possible :
- dans les masters « STAPS : Ingénierie et ergonomie de l’activité physique ». Ces masters visent les filières de l’industrie concernées par l’activité physique et faisant appel à l’ingénierie : industries des articles de sport et de loisir, du secteur sanitaire et social, des transports, des biens d’équipement, des produits alimentaires et des produits de santé, établissements publics scientifiques et techniques, organismes de recherche, entreprises de prestation de services, sociétés d’expertise, etc. Les étudiants suivant ces masters sont formés pour occuper des métiers multiples : responsable de projet technique, responsable technico-commercial, ingénieur-conseil, ingénieur de recherche, ingénieur-développement, responsable qualité, responsable logistique, etc.[réf. souhaitée]
- dans les master d'« ergonomie » des conditions de travail qui permettent d’accéder à des métiers tels qu’ergonome, intervenant·e en prévention des risques professionnels ou chargé·e de mission pour l’emploi de personnes handicapées dans des services de santé au travail, de grandes entreprises, des cabinets conseils, ou des organismes spécialisés dans l’insertion professionnelle de personnes handicapées[9].

En 2014-2015, la spécialité « ergonomie, sport et performance motrice » regroupe 1,5 % (2 % en 2012/13) des étudiants de licence. Les masters de cette filière regroupent 4,7 % (2,4 % en 2012/13) des étudiants inscrits en master STAPS.

## Effectifs
Jusqu'au milieu des années 1990, il existait une sélection basée sur des capacités sportives.
Les effectifs nationaux en première année (L1) augmentent régulièrement : 13 251 en 2009, 14 965 en 2010, 17 846 en 2011, 18 769 en 2012, 21 188 en 2013, 21 601 en 2014, 22 663 en 2015.
Pour la rentrée 2017, dans le cadre du tirage au sort du dispositif Admission Post-Bac, « trente licences [Staps] ont eu recours au hasard pour éliminer des candidats ».
Pour la rentrée 2018, les candidatures se sont faites via la plateforme Parcoursup. les bacheliers S sont majoritaires, devant les bacheliers ES et technologiques.

## Insertion professionnelle
D'après les données statistiques du Ministère, l’insertion professionnelle directe à l'issue de la licence ne concerne que 14 % des diplômés de licences STAPS, la grande majorité poursuivant leur étude à l'issue de leur licence, en cohérence avec la nomenclature de ces formations qui appartiennent pour leur immense majorité aux licences dites "générales". L'enquête nationale sur l'insertion professionnelle des diplômé.e.s de l’université ne fournit pas de données sur l'insertion des diplômés de licences générales, documentant seulement l'insertion des diplômés de DUT, de licences professionnelles (peu présentes en STAPS) et de master. Concernant les diplômé.es d'un master STAPS (toute mention confondue), l'édition 2019 fait état d'un taux d'insertion professionnel à 18 mois de 90% (95% à 30 mois), avec 69% d'emplois stables à 18 mois (80%), 87% d'emplois à temps plein à 18 mois (92%), 74% d'emplois de cadre et professions intermédiaires à 18 mois (80%), 36% d'emplois de cadre à 18 mois (40%), et un salaire net mensuel médian à temps plein à 18 mois de 1660€.

## Orientation en Master
Le code de l'éducation fixe une liste des compatibilités des diplômes nationaux de licence avec les diplômes nationaux de master. Les recteurs d'académies et les universités s'appuient sur cette liste pour donner une admission aux étudiants souhaitant poursuivre leurs études.
| Diplôme national de licence | Liste des diplômes nationaux de masters compatibles                                                         |
| --- | --- |
| STAPS : Activité physique adaptée et santé STAPS : Éducation et motricité STAPS : Entraînement sportif STAPS : Ergonomie du sport et performance motrice STAPS : Management du sport | Biomécanique.                                                                                               |
| STAPS : Activité physique adaptée et santé STAPS : Éducation et motricité STAPS : Entraînement sportif STAPS : Ergonomie du sport et performance motrice STAPS : Management du sport | Économie des organisations.                                                                                 |
| STAPS : Activité physique adaptée et santé STAPS : Éducation et motricité STAPS : Entraînement sportif STAPS : Ergonomie du sport et performance motrice STAPS : Management du sport | Ergonomie.                                                                                                  |
| STAPS : Activité physique adaptée et santé STAPS : Éducation et motricité STAPS : Entraînement sportif STAPS : Ergonomie du sport et performance motrice STAPS : Management du sport | Études sur le genre.                                                                                        |
| STAPS : Activité physique adaptée et santé STAPS : Éducation et motricité STAPS : Entraînement sportif STAPS : Ergonomie du sport et performance motrice STAPS : Management du sport | Sciences et techniques des activités physiques et sportives (STAPS).                                        |
| STAPS : Activité physique adaptée et santé STAPS : Éducation et motricité STAPS : Entraînement sportif STAPS : Ergonomie du sport et performance motrice STAPS : Management du sport | STAPS : Activité physique adaptée et santé.                                                                 |
| STAPS : Activité physique adaptée et santé STAPS : Éducation et motricité STAPS : Entraînement sportif STAPS : Ergonomie du sport et performance motrice STAPS : Management du sport | STAPS : Entraînement et optimisation de la performance sportive.                                            |
| STAPS : Activité physique adaptée et santé STAPS : Éducation et motricité STAPS : Entraînement sportif STAPS : Ergonomie du sport et performance motrice STAPS : Management du sport | STAPS : Ingénierie et ergonomie de l'activité physique.                                                     |
| STAPS : Activité physique adaptée et santé STAPS : Éducation et motricité STAPS : Entraînement sportif STAPS : Ergonomie du sport et performance motrice STAPS : Management du sport | STAPS : Management du sport.                                                                                |
| STAPS : Activité physique adaptée et santé STAPS : Éducation et motricité STAPS : Entraînement sportif STAPS : Ergonomie du sport et performance motrice STAPS : Management du sport | Métiers de l'enseignement, de l'éducation et de la formation (MEEF), 1er degré.                             |
| STAPS : Activité physique adaptée et santé STAPS : Éducation et motricité STAPS : Entraînement sportif STAPS : Ergonomie du sport et performance motrice STAPS : Management du sport | Métiers de l'enseignement, de l'éducation et de la formation (MEEF), 2e degré.                              |
| STAPS : Activité physique adaptée et santé STAPS : Éducation et motricité STAPS : Entraînement sportif STAPS : Ergonomie du sport et performance motrice STAPS : Management du sport | Métiers de l'enseignement, de l'éducation et de la formation (MEEF), encadrement éducatif                   |
| STAPS : Activité physique adaptée et santé STAPS : Éducation et motricité STAPS : Entraînement sportif STAPS : Ergonomie du sport et performance motrice STAPS : Management du sport | Métiers de l'enseignement, de l'éducation et de la formation (MEEF), pratique et ingénierie de la formation |
| STAPS : Activité physique adaptée et santé STAPS : Éducation et motricité STAPS : Entraînement sportif STAPS : Ergonomie du sport et performance motrice STAPS : Management du sport | Approches interdisciplinaires de la recherche et de l'enseignement-AIRE                                     |
| STAPS : Activité physique adaptée et santé STAPS : Éducation et motricité STAPS : Entraînement sportif STAPS : Ergonomie du sport et performance motrice STAPS : Management du sport | Pratiques inclusives, handicap, accessibilité et accompagnement                                             |

## La recherche enSTAPS
Les UFR STAPS développent une activité de recherche essentiellement pluridisciplinaire, dans 62 laboratoires ou équipes de recherche répartis sur tout le territoire national. Ces travaux touchent des domaines divers : contrôle moteur, neurosciences, biomécanique, biologie, physiologie, sciences sociales, management, psychologie sociale, etc. Cette diversité des approches reflète la richesse et la diversité des disciplines enseignées dans les UFR STAPS. Ces laboratoires entretiennent souvent des relations étroites avec les communautés scientifiques de leurs disciplines de rattachement.
Les enseignants chercheurs en STAPS ont fondé un ensemble de sociétés savantes : 
- l’Association francophone pour la recherche sur les activités physiques et sportives (AFRAPS)[22] est la plus ancienne des sociétés savantes du domaine. Elle a publié un certain nombre d’ouvrages de référence sur les productions scientifiques issues des UFR STAPS. L’AFRAPS édite la revue pluridisciplinaire STAPS qui se spécialise de plus en plus dans le domaine des sciences humaines et sociales appliquées aux activités physiques et sportives. Cette revue est la seule à avoir un Impact Factor de 0,339 dans Scopus mais n'est pas reconnue par l'agence d'évaluation de la recherche et de l'enseignement supérieur (AERES) STAPS. Elle a été créée en 1980 par la conférence des directeurs de l'Unité d'enseignement et de recherche d'éducation physique et sportive (UEREPS). Les directeurs en ont été les professeurs Gérard Bruant (de 1980 à 1987), Jean-Claude Lyleire (de 1987 à 1989), Pierre Chifflet (de 1989-1997), Richard Pfister (de 1997-2001), Jacques Gleyse (de 2001-2013). Elle est dirigée par le professeur Christian Vivier. Elle a publié à ce jour[Quand ?] 106 numéros ;
- l’association des chercheurs en activités physiques et sportives (ACAPS)[23] a vocation à regrouper l’ensemble des enseignants-chercheurs du domaine, toutes disciplines confondues. Elle organise un congrès international biannuel qui est un moment important de rencontre pour la communauté des STAPS. L’ACAPS édite la revue Movement & Sport Sciences/Science & Motricité[24] ;
- l’association pour la recherche sur l’intervention en sport (ARIS)[25] regroupe les chercheurs travaillant plus précisément sur l’analyse de l’intervention pédagogique et vise à promouvoir ce type d’approche dans les UFR STAPS. L'ARIS patronne la revue eJRIEPS - eJournal[26].